# Гребенівська сільська рада (Сколівський район)
Гребенівська сільська рада — колишній орган місцевого самоврядування у Сколівському районі Львівської області. Адміністративний центр — село Гребенів.

## Загальні відомості
Гребенівська сільська рада утворена в 1939 році. Територією ради протікає річка Опір.

## Населені пункти
Сільській раді були підпорядковані населені пункти:
- с. Гребенів

## Склад ради
Рада складалася з 14 депутатів та голови.

### Керівний склад попередніх скликань
| ПІБ                    | Основні відомості                                                                     | Дата обрання | Дата звільнення |
| ---------------------- | ------------------------------------------------------------------------------------- | ------------ | --------------- |
| Кузів Лбомир Романич   | Сільський голова, 1946 року народження, член Всеукраїнського об'єднання «Батьківщина» | 26.03.2006   | 31.10.2010      |
| Кожан Ярослав Іванович | Сільський голова, 1963 року народження, освіта середня спеціальна, безпартійний       | 31.10.2010   |                 |

Примітка: таблиця складена за даними джерела

## Населення
За переписом населення України 2001 року в сільській раді мешкали 554 особи.

### Мова
Розподіл населення за рідною мовою за даними перепису 2001 року:
| Мова       | Відсоток |
| ---------- | -------- |
| українська | 98,82 %  |
| російська  | 0,84 %   |
| молдовська | 0,17 %   |